# Пушкин, Александр Сергеевич (контр-адмирал)
Алекса́ндр Серге́евич Пу́шкин (22 октября 1929, Балашов Саратовской области — 27 марта 1997, Москва) — советский офицер-подводник, контр-адмирал, кандидат военно-морских наук, доктор исторических наук.
Отслужил 27 лет в Военно-морском флоте, из них 20 лет на атомных подводных лодках, пройдя путь от курсанта до командира дивизии подводных лодок. В течение 10 лет руководил журналом «Морской сборник». Организатор и бессменный руководитель Международного Пушкинского общества.

## Биография

### Ранние годы
Родился Александр Пушкин 22 октября 1929 года в городе Балашове Саратовской области в семье, принадлежащей к древнему дворянскому роду. Отец — Сергей Иванович Пушкин, владел мельницей и магазинами. В 1931 году он был репрессирован по ложному доносу и отправлен на лесозаготовки на 10 лет без права переписки (был реабилитирован посмертно в 1956 году). Имущество семьи было конфисковано. Мать — Анфиса Ивановна Кобяшова, дочь поручика лейб-гвардии Преображенского полка. После ареста мужа была вынуждена переехать с маленьким сыном и матерью в Саратов к брату. Сергей Иванович отбыл свой срок полностью и возвратился домой перед началом Великой Отечественной войны. Работал бухгалтером на заводе № 614, мать — пошивщицей одеял в артели «Вышивка».
В 1937 году Саша Пушкин поступил учиться в Саратовскую среднюю школу № 27. Три начальных класса он окончил с отличными оценками; следующие четыре класса — с похвальными грамотами, побеждал в олимпиадах по литературе и математике. В период обучения в школе увлёкся произведениями Джека Лондона и Жюль Верна, что зародило в нём тягу к дальним странам и морским путешествиям. Серьёзное влияние на формирование морской романтики оказало знакомство и общение с подводником и будущим Героем Советского Союза С. П. Лисиным. В 1945 году Александру Пушкину удалось одновременно окончить восьмой класс 27-й школы и девятый класс школы рабочей молодёжи. В том же году он поступил в 10-й класс 18-й мужской средней школы. В 1946 году окончил школу с золотой медалью и поступил на механико-технологический факультет Саратовского автомобильно-дорожного института имени В. М. Молотова. Поступая в институт, скрыл информацию о своём социальном происхождении и тюремном заключении отца. Искажения в анкете открылись через 30 лет, когда А. С. Пушкин был представлен к званию контр-адмирала, но ситуация разрешилась положительно при поддержке командующего Северным флотом адмирала флота Г. М. Егорова.

### Образование
- Проучился два года в Саратовском автомобильно-дорожном институте по специальности «технология машиностроения»[4].
- В сентябре 1948 года поступил в Каспийское военно-морское училище имени С. М. Кирова на штурманский факультет[5]. Учился на одном курсе с Героем Советского Союза Г. М. Агафоновым. Возглавлял комсомольскую организацию училища. Во время обучения в училище увлекался астрономией.
- С декабря 1957 года по июль 1958 года был слушателем Высших специальных офицерских курсов ВМФ (ВОЛСОК)[2].
- В июне 1965 года с отличием заочно окончил Военно-морскую академию, 1970 году — адъюнктуру. Защитил диссертацию и стал кандидатом военно-морских наук[6].
- В 1975 году окончил Академические курсы при Военно-морской академии[2].

### Военная карьера
После окончания КВВМУ в 1952 году получил назначение в Камчатскую флотилию 7-го ВМФ. Командовал боевой частью БЧ-1 подводной лодки С-105, а в декабре перешёл на С-112 92-й бригады подводных лодок 16-й дивизии ПЛ Камчатской флотилии 7-го ВМФ.
В августе 1953 года А. С. Пушкин назначен командиром БЧ-1 подводной лодки Б-11 (до 1949 года — Л-11). В октябре 1954 года был переведён на Б-24 (до 1949 года Л-8).
В ноябре 1953 года переведён старшим помощником командира Б-10 в Каспийскую флотилию.
В это время в Советском Союзе ускоренными темпами идёт строительство самого массового 613-го проекта подводных лодок. В январе 1955 года А. С. Пушкин получает назначение старшим помощником командира на новую строящуюся лодку С-282 проекта 613 (командир ПЛ А. Ф. Дубивко). В сентябре подлодка вступила в строй Каспийской флотилии, а в июле 1956 года по внутренним водам в плавдоке, замаскированная брезентом, была переведена в г. Молотовск (ныне Северодвинск) и вошла в состав Северного флота в 162-ю бригаду 33-й дивизии ПЛ.
В 1958 году после окончания ВОЛСОК ВМФ директивой Главкома ВМФ А. С. Пушкин назначается старшим помощником командира строящейся атомной подводной лодки К-33 проекта 658. В 1961 году назначен командиром ПЛ К-33. Командующим Северным флотом адмиралом А. Т. Чабаненко ставится задача: в зимнее время совершить подлёдный поход со всплытием во льдах севернее острова Новая Земля. Главной целью похода является уточнение глубин по маршруту перехода, исследование океанографических условий, морских течений, определение возможностей поиска полыней, всплытия в них, проверка работы механизмов и устройств подводной лодки. Под командованием капитана 3-го ранга А. С. Пушкина лодка сделала 6 боевых выходов, пройдя под водой 9611 миль и над водой 2235 миль. Осуществила ракетную стрельбу с необорудованной позиции. Совершила подлёдный поход со всплытием во льдах севернее острова Новая Земля. За время похода отрабатывались тактические приёмы плавания ракетной лодки в подлёдных условиях. АПЛ достигла 78 градусов 10 минут северной широты и 8 раз всплывала в полыньях, проламывая лёд толщиной до 40 сантиметров
В 1962 году командовал подлёдным походом, находился подо льдом 8 суток и достиг 85 градусов северной широты.
В октябре 1962 года назначается командиром строящейся подводной лодки К-64 проекта 705 «Лира»  В течение 10 лет занимался освоением новой техники, наработкой навыков на тренажёрах и макетах, активно участвовал в строительстве корабля и приёмке корабля от промышленности. За время испытаний К-64 прошла 3482 мили, из них более полутора тысяч под водой, совершила 21 погружение. В конце января 1972 года вышла из строя вторая петля первого контура реактора, в апреле первый контур полностью застыл, реактор был заглушён. Опытная эксплуатация АПЛ была приостановлена.
В начале 1970-х годов в Советском Союзе строились подводные лодки различного тактического назначения. Флот активно перевооружался. Разрабатывались новые виды вооружений, под которые конструировались новые проекты подводных лодок. В апреле 1971 года на заводе «Красное Сормово» была заложена лодка К-387 проекта 671РТ. Новые корабли этого проекта было решено объединить в отдельную дивизию. Формированием дивизии занимался капитан 1-го ранга А. С. Пушкин. В октябре 1972 году его назначили начальником штаба, а в июне 1974 — командиром 33-й дивизии 1-й флотилии атомных подводных лодок.
В 1976 году А. С. Пушкину присвоено звание контр-адмирала.
В 1977 году в качестве старшего на борту ПЛ К-495 принимал участие в боевых стрельбах высокоскоростной ракето-торпедой «Шквал». Уже в должности командира дивизии подводных лодок А. С. Пушкин в качестве председателя государственной комиссии принимал участие в приёмке головной лодки проекта 705К К-123 (командир — капитан 1-го ранга А. У. Аббасов). В день окончания испытаний во время глубоководного погружения и всплытия у А. С. Пушкина случился инфаркт и он 45 суток провёл в госпитале.

…Александр Сергеевич всей своей службой доказал, что он предан своей Родине, является высококлассным профессионалом-подводником, опытным командиром соединения подводных лодок, прошедшим весь путь от курсанта до командира дивизии…
— Из книги Виктора Токарева «Два адмирала»

### В отставке
Десять лет, с 1978 по 1987 год, А. С. Пушкин возглавлял редакцию главного журнала Военно-морского флота «Морской сборник». Под руководством А. С. Пушкина ежемесячно издавались два варианта номера: один открытый и второй — с темами секретного характера. Журнал входил в перечень изданий ВАК СССР, публикация в котором научной статьи является официальным опубликованием научного труда. Александр Сергеевич является автором более 200 научных работ по истории военно-морского искусства, рассказов. Его перу принадлежат документальные повести «У ледяных причалов» и «Подводная лодка „Голубой кит“». По совокупности научных трудов был удостоен степени доктора исторических наук, избран академиком Российской академии естественных наук, действительный член Международной академии информатизации.
В 1992 году стал учредителем и президентом Международного Пушкинского общества в России, в правление которого входили такие известные люди, как скульптор М. К. Аникушин, академик И. Р. Шафаревич, митрополит Питирим, актёр Н. П. Бурляев. Целью организации была просветительская работа по расширению в обществе знаний о Пушкине и объединении многочисленных потомков великого поэта и потомков его друзей. Идейным вдохновителем создания общества стал владыка Питирим, митрополит Волоколамский и Юрьевский, отвечавший в Патриархии за культуру и искусство.
В отставке Александр Сергеевич жил в Москве. Умер 27 марта 1997 года. Отпевали Александра Сергеевича Пушкина в Богоявленском кафедральном соборе в Елохове по особому чину. Похоронен на Троекуровском кладбище в Москве. Гроб с телом адмирала был опущен в могилу под звуки «Варяга».

## Награды
- Орден Ленина (с формулировкой «за успешное выполнение задания Правительства СССР по созданию, производству и эксплуатации специальной техники»)[9]
- Орден «За службу в Вооружённых силах СССР III степени»
- Золотое оружие — кортик[3]
- Медали

## Память
- А. С. Пушкину посвящена экспозиция в Саратовском историко-патриотическом комплексе «Музей боевой и трудовой славы»[9].

## Личная жизнь
Контр-адмирал Пушкин был разносторонним человеком: в совершенстве владел английским и французским языками, писал стихи, картины маслом, играл на фортепиано, прекрасно пел. Член Союза журналистов.
- Жена — Людмила Андреевна
- Дочь — Татьяна Александровна

## Публикации
- Пушкин, А., Насканов, И. Противолодочная оборона авианосной группы // Зарубежное военное обозрение. — 1983. — № 2.
- Пушкин, А. С. У ледяных причалов // Из бездны вод : Летопись отечественного подводного флота в мемуарах подводников / Составитель Черкашин Николай Андреевич. — М.: Современник, 1990.
- А. С. Пушкин и др. Военно-морской словарь. Издательство: Воениздат, 1990. ISBN 520300174X.
- Пушкин А. С. Подводная лодка «Голубой кит». Спецвыпуск № 1 ВМА «Тайфун», 2003.
- Пушкин А. С. Страницы морской летописи Москвы. // Наука — это жизнь! Сборник научно-познавательных статей, заметок и публикаций! — 2009.

## Интересные факты
- Александр Сергеевич Пушкин не имел никакого отношения к великому поэту, но иногда в шутку называл себя его пра-пра-пра-правнуком[3]. В течение жизни Александру Сергеевичу Пушкину неоднократно приходилось объяснять, что он не «тот Пушкин», что привело к тому, что он получил прозвище «Непушкин»[2].
- Полное совпадение фамилии, имени, отчества с великим поэтом Пушкиным много раз приводило адмирала в курьёзные, а иногда неприятные ситуации.
  - В начале службы А. С. Пушкина на Камчатке проверяющий заместитель Главкома ВМФ адмирал Н. Е. Басистый посчитал, что молодой лейтенант, называя себя Александром Сергеевичем Пушкиным, нагло разыгрывает его, и объявил ему 15 суток ареста[10].
  - Во время работы главным редактором журнала «Морской сборник» контр-адмирал А. С. Пушкин перед своей командировкой в Баку позвонил в редакцию газеты «Каспиец» и попросил прислать за ним машину в аэропорт. Молодой сотрудник, лейтенант, воспринял это как розыгрыш и ничего не предпринял, за что позднее получил выговор от главного редактора газеты[11].